# Gåstjärnen (Hotagens socken, Jämtland, 712803-144539)
Gåstjärnen är en sjö i Krokoms kommun i Jämtland och ingår i Ångermanälvens huvudavrinningsområde. Sjön har en area på 0,0615 kvadratkilometer och ligger 538,2 meter över havet. Gåstjärnen ligger i Gråberget-Hotagsfjällen Natura 2000-område.

## Delavrinningsområde
Gåstjärnen ingår i det delavrinningsområde (712870-144737) som SMHI kallar för Utloppet av Stortjärn. Medelhöjden är 521 meter över havet och ytan är 9,23 kvadratkilometer. Räknas de 16 avrinningsområdena uppströms in blir den ackumulerade arean 114,99 kvadratkilometer. Svaningsån (Dunnervattenån) som avvattnar avrinningsområdet har biflödesordning 3, vilket innebär att vattnet flödar genom totalt 3 vattendrag innan det når havet efter 277 kilometer. Avrinningsområdet består mestadels av skog (96 procent). Avrinningsområdet har 0,35 kvadratkilometer vattenytor vilket ger det en sjöprocent på 3,8 procent.